# La Légende
Pour plus de détails, voir Fiche technique et Distribution.
La Légende est un film français réalisé par Jérôme Diamant-Berger sorti le 23 juin 1993.

## Synopsis
Une jeune fille voit s'embraser le théâtre dans lequel jouent ses parents, qui disparaissent dans l'incendie. Vingt ans plus tard, l’orpheline devenue comédienne, est convoquée par un metteur en scène qui désire remonter la pièce et lui propose de reprendre le rôle de sa mère à condition qu’elle en retrouve le texte. Aussitôt, et comme par enchantement, le père, tel le fantôme de l’opéra, réapparaît et dicte ses conditions pour y avoir accès.

## Fiche technique
- Titre : La Légende
- Réalisation  : Jérôme Diamant-Berger
- Scénario : Dimitri Davidenko et Jérôme Diamant-Berger
- Musique : Jean-Noël Yven et Philip Glass
- Directeur de la photographie : Antoine Roch
- Son : Paul Cottrel Michel Klochendler et Eric Bonnard
- Effets visuels : Pascal Charpentier
- Producteur : Jérôme Diamant-Berger
- Producteur exécutif : Louis-Albert Serrut
- Directeur de production : Hervé Lavayssière
- Sociétés de production : Canal+, Fondation GAN pour le cinéma, Longuevue et Silence on parle
- Distributeur : Silence on parle
- Pays :  France
- Genre : comédie dramatique
- Durée : 80 minutes
- Date de sortie en salles : 23 juin 1993 (France)

## Distribution
- Jean Yanne : Roland Pikas
- Nathalie Grauwin : Amira
- Rémi Martin : L'homme
- Yann Collette : Stéphane Marie
- Ann-Gisel Glass : Lily
- François Négret : Rubis
- Thierry Mortamais : Le taureau
- Rose Giovanini : L'aigle
- Émile Romanski : Le serpent
- Franck Desmaroux : Le régisseur
- Philippe Vandelle : Le comédien
- Marlène Declas : La comédienne
- Cécile Pitel : Madeleine Pikas
- Hervé Lavayssière : un acteur